# قائمة أنواع الزملول
يوجد عدة أنواع من جنس الزملول:	
- زملول إستوائي (الاسم العلمي: Exobasidium aequatorianum)
- زملول أحادي البوغ (الاسم العلمي: Exobasidium monosporum)
- زملول أسامي (الاسم العلمي: Exobasidium assamense)
- زملول أسطواني الأبواغ (الاسم العلمي: Exobasidium cylindrosporum)
- زملول بركاني (الاسم العلمي: Exobasidium vulcanicum)
- زملول بورتي (الاسم العلمي: Exobasidium burtii)
- زملول بيضاوي الورق (الاسم العلمي: Exobasidium ovalifoliae)
- زملول ثخين الأبواغ (الاسم العلمي: Exobasidium pachysporum)
- زملول ثنائي الأبواغ (الاسم العلمي: Exobasidium bisporum)
- زملول جارح (الاسم العلمي: Exobasidium vexans)
- زملول جاوي (الاسم العلمي: Exobasidium javanicum)
- زملول جمايكي (الاسم العلمي: Exobasidium jamaicensis)
- زملول خماسي الأبواغ (الاسم العلمي: Exobasidium pentasporium)
- زملول رائع (الاسم العلمي: Exobasidium splendidum)
- زملول رشيق (الاسم العلمي: Exobasidium gracile)
- زملول ساكاتاني (الاسم العلمي: Exobasidium sakataniense)
- زملول ساكيشيماني (الاسم العلمي: Exobasidium sakishimaense)
- زملول سوادي (الاسم العلمي: Exobasidium sawadae)
- زملول سيلاني (الاسم العلمي: Exobasidium zeylanicum)
- زملول ضيق الأبواغ (الاسم العلمي: Exobasidium angustisporum)
- زملول عاري (الاسم العلمي: Exobasidium nudum)
- زملول عملاق (الاسم العلمي: Exobasidium giganteum)
- زملول غامض (الاسم العلمي: Exobasidium dubium)
- زملول فورموزي (الاسم العلمي: Exobasidium formosanum)
- زملول قرفي (الاسم العلمي: Exobasidium cinnamomi)
- زملول قطبي جنوبي (الاسم العلمي: Exobasidium antarcticum)
- زملول قوقازي (الاسم العلمي: Exobasidium caucasicum)
- زملول كرمي (الاسم العلمي: Exobasidium vitis)
- زملول كروي البذور (الاسم العلمي: Exobasidium sphyrospermi)
- زملول كندي (الاسم العلمي: Exobasidium canadense)
- زملول مترابط (الاسم العلمي: Exobasidium affine)
- زملول متساوي (الاسم العلمي: Exobasidium aequale)
- زملول متفرع (الاسم العلمي: Exobasidium racemosum)
- زملول متوسع (الاسم العلمي: Exobasidium expansum)
- زملول معرق (الاسم العلمي: Exobasidium reticulatum)
- زملول نصف كروي (الاسم العلمي: Exobasidium hemisphaericum)
- زملول نيوزيلندي (الاسم العلمي: Exobasidium novae-zelandiae)
- زملول هندي (الاسم العلمي: Exobasidium indicum)
- زملول ياباني (الاسم العلمي: Exobasidium japonicum)
- زملول يوناني (الاسم العلمي: Exobasidium yunnanense)
- (الاسم العلمي: Exobasidium agauriae)
- (الاسم العلمي: Exobasidium andromedae)
- (الاسم العلمي: Exobasidium arctostaphyli)
- (الاسم العلمي: Exobasidium arescens)
- (الاسم العلمي: Exobasidium asebiae)
- (الاسم العلمي: Exobasidium azaleae)
- (الاسم العلمي: Exobasidium brevieri)
- (الاسم العلمي: Exobasidium butleri)
- (الاسم العلمي: Exobasidium camelliae)
- (الاسم العلمي: Exobasidium cassandrae)
- (الاسم العلمي: Exobasidium cassiopes)
- (الاسم العلمي: Exobasidium celtidis)
- (الاسم العلمي: Exobasidium citri)
- (الاسم العلمي: Exobasidium cordilleranum)
- (الاسم العلمي: Exobasidium darwinii)
- (الاسم العلمي: Exobasidium decolorans)
- (الاسم العلمي: Exobasidium deqenense)
- (الاسم العلمي: Exobasidium dimorphosporum)
- (الاسم العلمي: Exobasidium discoideum)
- (الاسم العلمي: Exobasidium disterigmaticola)
- (الاسم العلمي: Exobasidium dracophylli)
- (الاسم العلمي: Exobasidium emeritense)
- (الاسم العلمي: Exobasidium empetri)
- (الاسم العلمي: Exobasidium escalloniae)
- (الاسم العلمي: Exobasidium euryae)
- (الاسم العلمي: Exobasidium fawcettii)
- (الاسم العلمي: Exobasidium ferrugineae)
- (الاسم العلمي: Exobasidium flos-cavendishiae)
- (الاسم العلمي: Exobasidium fraseri)
- (الاسم العلمي: Exobasidium gaultheriae)
- (الاسم العلمي: Exobasidium gaylussaciae)
- (الاسم العلمي: Exobasidium giseckiae)
- (الاسم العلمي: Exobasidium gomezii)
- (الاسم العلمي: Exobasidium graminicola)
- (الاسم العلمي: Exobasidium hachijoense)
- (الاسم العلمي: Exobasidium hesperidum)
- (الاسم العلمي: Exobasidium horvathianum)
- (الاسم العلمي: Exobasidium hypogenum)
- (الاسم العلمي: Exobasidium inconspicuum)
- (الاسم العلمي: Exobasidium juelianum)
- (الاسم العلمي: Exobasidium karstenii)
- (الاسم العلمي: Exobasidium kawanense)
- (الاسم العلمي: Exobasidium kishianum)
- (الاسم العلمي: Exobasidium kruchii)
- (الاسم العلمي: Exobasidium kunmingense)
- (الاسم العلمي: Exobasidium lauri)
- (الاسم العلمي: Exobasidium ledi)
- (الاسم العلمي: Exobasidium leucothoës)
- (الاسم العلمي: Exobasidium lushanense)
- (الاسم العلمي: Exobasidium lyoniae)
- (الاسم العلمي: Exobasidium machili)
- (الاسم العلمي: Exobasidium magnusii)
- (الاسم العلمي: Exobasidium miyabei)
- (الاسم العلمي: Exobasidium mycetophila)
- (الاسم العلمي: Exobasidium myrtilli)
- (الاسم العلمي: Exobasidium nilagiricum)
- (الاسم العلمي: Exobasidium nobeyamense)
- (الاسم العلمي: Exobasidium otanianum)
- (الاسم العلمي: Exobasidium oxycocci)
- (الاسم العلمي: Exobasidium papuanum)
- (الاسم العلمي: Exobasidium parvifolii)
- (الاسم العلمي: Exobasidium patavinum)
- (الاسم العلمي: Exobasidium peckii)
- (الاسم العلمي: Exobasidium pentachondrae)
- (الاسم العلمي: Exobasidium perenne)
- (الاسم العلمي: Exobasidium pernettyae)
- (الاسم العلمي: Exobasidium phyllodoces)
- (الاسم العلمي: Exobasidium pieridis)
- (الاسم العلمي: Exobasidium pieridis-ovalifoliae)
- (الاسم العلمي: Exobasidium pieridis-taiwanensis)
- (الاسم العلمي: Exobasidium poasanum)
- (الاسم العلمي: Exobasidium pyroloides)
- (الاسم العلمي: Exobasidium rhododendri)
- (الاسم العلمي: Exobasidium rhododendri-nivalis)
- (الاسم العلمي: Exobasidium rhododendri-russati)
- (الاسم العلمي: Exobasidium rhododendri-siderophylli)
- (الاسم العلمي: Exobasidium rostrupii)
- (الاسم العلمي: Exobasidium sasanquae)
- (الاسم العلمي: Exobasidium savilei)
- (الاسم العلمي: Exobasidium schinzianum)
- (الاسم العلمي: Exobasidium shiraianum)
- (الاسم العلمي: Exobasidium sundstroemii)
- (الاسم العلمي: Exobasidium sydowianum)
- (الاسم العلمي: Exobasidium symploci)
- (الاسم العلمي: Exobasidium symploci-fasciculatae)
- (الاسم العلمي: Exobasidium symploci-japonicae)
- (الاسم العلمي: Exobasidium taihokuense)
- (الاسم العلمي: Exobasidium talamancense)
- (الاسم العلمي: Exobasidium tengchongense)